# Lora Wildenthal
Lora Wildenthal (geb. 1965) ist eine US-amerikanische Historikerin und Hochschullehrerin.

## Leben
Wildenthal studierte Deutsch und Geschichte an der Rice University in Houston und schloss dieses Studium 1987 mit einem Bachelor ab. Ihr Doktorat in Geschichte absolvierte sie 1994 an der University of Michigan und unterrichtete nachher an der Claremont Graduate University, am Massachusetts Institute of Technology und an der Texas A&M University. Seit 2003 arbeitet sie für die Rice University. Sie hat dort die John-Antony-Weir-Professur für Geschichte inne und leitet das Center for the Study of Women, Gender and Sexuality.

## Forschung
Wildenthal fokussierte ihr Forschung zunächst auf Geschlechterfragen in der deutschen Kolonialgeschichte sowie auf Menschenrechtsbewegungen in der Bundesrepublik Deutschland von 1945 bis 1990. Derzeit arbeitet sie über die Geschichte der freien Lohnarbeit im frühen 19. Jahrhundert nach den Preußischen Reformen.
Anette Dietrich bescheinigt Wildenthal 2007, mit dem Buch German Women for Empire, 1884–1945 (2001) die bis dahin umfassendste Aufarbeitung der Rolle weißer deutscher Frauen im Kolonialismus geschrieben zu haben.

## Veröffentlichungen
- "Race, Gender, and Citizenship in the German Colonial Empire". In: Tensions of Empire. Colonial Cultures in a Bourgeois World. Herausgegeben von Frederick Cooper und Ann Laura Stoler. University of California Press, 1997.

- German Women for Empire, 1884–1945. Duke University Press, 2001.
- Germany’s Colonial Pasts. Herausgegeben mit Eric Ames und Marcia Klotz. 2005.
- Else Frobenius: Erinnerungen einer Journalistin: Zwischen Kaiserreich und Zweitem Weltkrieg. Von Wildenthal herausgegeben. Böhlau, 2005.
- The Language of Human Rights in West Germany. University of Pennsylvania Press, 2013.
- “Imagining Threatened Peoples: The Society for Threatened Peoples (Gesellschaft für bedrohte Völker) in 1970s West Germany.” In: Imagining Human Rights, S. 101–117. Herausgegeben von Susanne Kaul and David Kim. Walter de Gruyter, 2015.
- The Routledge History of Human Rights. Herausgegeben mit Jean Quataert. Routledge, 2020.